# Fédération nationale des producteurs de phonogrammes
La Fédération nationale des producteurs de phonogrammes (en russe : Национальная Федерация Производителей Фонограмм ou NFPF,  traduction du sigle : "National Fédération Producteurs Fonogrammes") est une association nationale russe, créé en 2001, afin de défendre la propriété intellectuelle des auteurs et interprètes russes et étrangers ainsi que les intérêts de l'industrie du disque en Russie. 

## Historique
Le gouvernement de la fédération de Russie, par le décret n° 1224 du 3 novembre 1994, autorise l'adhésion de la fédération de Russie à la Convention de Berne pour la protection des œuvres littéraires et artistiques, la Convention universelle sur le droit, et des protocoles annexes 1 et 2 et de la Convention pour la protection des producteurs de phonogrammes contre la reproduction non autorisée de leurs phonogrammes révisée de 1971.

## Présentation
La NFPF a été créé dans le but de défendre le développement du marché de la musique légitime et la protection des droits des détenteurs de phonogrammes. Le NFPF a créé une base de données unifiée des détenteurs d'un droit de propriété intellectuelle, avec les informations sur les auteurs et propriétaires de phonogrammes.  
La NFPF représente plus de 70 % du répertoire des enregistrements russes et internationaux diffusés et vendus sur le territoire russe. Elle participe à la Douma d'État de la fédération de Russie, au Conseil d'experts sur la réglementation juridique et de protection de la propriété intellectuelle, au service fédéral de la propriété intellectuelle, des brevets et des marques (Rospatent), au gouvernement de la ville de Moscou (Commission sur la distribution de produits audio-vidéo sous le gouvernement de Moscou) et au service fédéral de protection des droits des consommateurs et du bien-être de l'humanité (Comité sur les produits audio-vidéo de l'épidémiologie). 
La NFPF travaille en étroite collaboration avec l'IFPI (International Federation of the Phonographic Industry). Elle participe aux conférences internationales sur la protection des droits des propriétaires de phonogrammes. La NFPF a participé à la table ronde pour la rédaction de la partie 4 du code civil, organisée notamment sous l'égide de l'UNESCO dans le cadre de l'« information pour tous », avec le soutien du Centre d'Information de l'ONU à Moscou. 
Le 17 avril 2007, sous les auspices de l'Ambassadeur des États-Unis d'Amérique et de la chambre de Commerce internationale, s'est tenue une table ronde sur la protection de la propriété intellectuelle dans l'industrie de la musique russe. Le 18 avril 2007, une réunion conjointe du Conseil Expert de la NFPF, du comité de la Douma de la fédération de Russie et les représentants de la ville de Saint-Pétersbourg, a travaillé sur la réglementation juridique et la protection de la propriété intellectuelle, dans le but de contrer la production illégale d'œuvres et interdire à la vente des produits musicaux contrefaits. Un certain nombre de modifications ont été apportées au Code pénal et au code de procédure pénale. 

## Certifications
Les certifications attribuées par la NFPF sont basées sur les ventes. 

### Artistes russes
- CD :
  - Or : 25 000
  - Platine : 50 000
  - Diamant : 100 000
- DVD :
  - Or : 10 000
  - Platine : 20 000
- Téléchargement :
  - Or : 50 000
  - Platine : 100 000

### Artistes internationaux
- CD :
  - Or : 5 000
  - Platine : 10 000
  - Diamant : 30 000
- DVD :
  - Or : 10 000
  - Platine : 20 000
- Téléchargement :
  - Or : 3 000
  - Platine : 6 000